# Akatyzja
Akatyzja – zespół objawów polegający na występowaniu:
- pobudzenia ruchowego i przymusu bycia w ciągłym ruchu. Osoby dotknięte akatyzją nie mogą usiedzieć nieruchomo, ciągle poruszają kończynami, zmieniają pozycję, wstają, chodzą.
- lęku
- rozdrażnienia
- trudnego do zniesienia niepokoju.

Jest przeciwieństwem akinezji.
Do lat 50. XX wieku, czyli do pojawienia się leków neuroleptycznych, akatyzję wiązano głównie z chorobami neurologicznymi, a przede wszystkim z chorobą Parkinsona. Obecnie objawy akatyzji pojawiają się najczęściej w trakcie leczenia neuroleptykami, ale zostały również opisane w przypadkach stosowania selektywnych inhibitorów wychwytu zwrotnego serotoniny (głównie fluoksetyny). Innymi lekami, po których obserwowano pojawienie się akatyzji, są: rezerpina, pemolina, antagonisty kanału wapniowego (werapamil, nifedypina, dilitiazem, flunaryzyna), metoklopramid, agonisty dopaminy (lewodopa), apomorfina, amfetamina, buspiron oraz etosuksymid.
Występowanie objawów akatyzji jest wiązane z zaburzeniami w neuroprzekaźnictwie dopaminergicznym, noradrenergicznym i prawdopodobnie serotoninergicznym.
Do oceny nasilenia akatyzji stosuje się obecnie skalę akatyzji Barnesa (ang. Barnes Akathisia Rating Scale, BARS).
Leczenie polega na stopniowym zmniejszeniu dawki, gdyż gwałtowne odstawienie neuroleptyków może nasilić objawy. Jako leki wspomagające stosuje się propranolol lub diazepam, małe dawki amitryptyliny lub klonidyny.
Termin akatyzji wprowadził do medycyny Ladislav Haškovec.